# Símaco (prefeito pretoriano da África)
Símaco (em latim: Symmachus) foi um oficial bizantino do século VI, ativo durante o reinado do imperador Justiniano (r. 527–565). Membro do senado, foi enviado à África com Germano e Domnico em 536 como prefeito pretoriano da África com a responsabilidade de suprir o exército lá. Em 539, foi reconvocado para Constantinopla com Germano e Domnico.